# Kościół św. Jana Ewangelisty w Bath
Kościół św. Jana Ewangelisty w Bath (ang. St John the Evangelist's Church) – rzymskokatolicki kościół parafialny w Bath, w hrabstwie Somerset w Anglii, wzniesiony w latach 1861-1863, znajdujący się przy South Parade.

## Historia
Kościół został wzniesiony w latach 1861-1863 przez benedyktynów z opactwa Downside. Autorem projektu był Charles Francis Hansom. Kościół został konsekrowany 6 października 1863. W 1867 roku dobudowano 68-metrową wieżę.
W 1932 roku świątynia została przekazana przez zakonników diecezji Clifton.
Podczas II wojny światowej budynek kościoła został zbombardowany 27 kwietnia 1942 roku, zniszczeniu uległa wówczas nawa południowa. Została ona odbudowana w latach 50. XX wieku.
Na wieży kościoła od wielu lat gniazdują sokoły wędrowne.

## Architektura i sztuka
Kościół został zbudowany z wapienia z Bath. Wnętrze jest trzynawowe.
Ołtarz główny autorstwa Thomasa Earpa z Londynu został wykonany z białego marmuru na kolumnach z kolorowego marmuru i zawiera relikwie św. Justyny z Padwy. Cztery panele nastawy ołtarzowej ilustrują sceny z życia św. Jana Ewangelisty. Nad ołtarzem głównym znajdują się trzy okna z witrażami, środkowy przedstawia ukrzyżowanie z postaciami Maryi i św. Jana, prawy – zmartwychwstanie Jezusa, a lewy – wniebowstąpienie.